# Gabapentin

Strukturformel för gabapentin.

Gabapentin (kemiskt namn 1-(aminometyl)cyklohexanättiksyra) är ett antiepileptikum som används vid epilepsi och smärtsam diabetesneuropati. Det är en GABA-analog; däremot agerar den inte på GABA-receptor utan inhiberar specifika kalciumkanaler.  Det marknadsförs under varunamnen Neurontin. Den förskrivs också vid ångest och Willis–Ekboms sjukdom.